# Wu Haiyan
Dans ce nom chinois, le nom de famille, Wu, précède le nom personnel.
Pour les articles homonymes, voir Wu.
Wu Haiyan (chinois : 吳海燕), née le 26 février 1993, est un footballeuse chinoise qui joue actuellement pour le Wuhan Jiangda dans la Super League chinoise, au poste de défenseur. Elle est aussi membre de la sélection nationale depuis 2012.

## Palmarès

### International

#### Équipe de Chine féminine de football
- Tournoi des quatre nations : 2014, 2016